# Ihor Pyssanko
Ihor Mykolajowytsch Pyssanko, auch Ihor Pysanko, (ukrainisch Ігор Миколайович Писанко; * 20. Juni 1941 in Kiew, Ukrainische Sozialistische Sowjetrepublik; † 30. März 2010 in Kiew, Ukraine) war ein ukrainischer Dokumentarfilmer und Kameramann.

## Leben
Ihor Pyssanko arbeitete seit 1973 im Filmstudio Ukrkinochronika (ukrainisch Укркінохроніка) und drehte zahlreiche Dokumentarfilme. Er war Mitglied des Nationalen Verbandes der Kameraleute der Ukraine (ukrainisch Національна спілка кінематографістів України, НСКУ).
1973 war er Preisträger des Taras-Schewtschenko-Preises für den Dokumentarfilm Soviet Ukraine (russisch Советская Украина).
Er war der Vater der Filmschauspielerin und Fernsehmoderatorin Ruslana Pyssanka.